# Thylacomyidae
Thylacomyidae é uma família marsupial da ordem Peramelemorphia, composta por um único gênero, o Macrotis, e duas espécies. São popularmente denominados bilbies (bilby no singular). Atualmente existe uma única espécie de bilby, o bilby-grande (Macrotis lagotis), que corre perigo de extinção. A outra espécie, o bilby-pequeno (Macrotis leucura) extinguiu-se em 1931.
O bilby pertence ao grupo dos bandicoots, os animais com que está mais proximamente relacionado. Tem o focinho característico longo do grupo, mas as orelhas grandes fazem lembrar as do coelho. Esta semelhança e a natureza destrutiva dos coelhos, uma espécie invasora no ecossistema australiano, inspiraram na Austrália a adaptação da história do Coelho da Páscoa para o Bilby da Páscoa para sensibilizar as crianças para a proteção da espécie.

## Taxonomia
Macrotis significa "orelha grande" (macro- + ōt- "orelha") em grego, referindo-se às orelhas grandes e longas do animal. O nome do gênero foi proposto pela primeira vez como uma classificação subgenérica que, após um século de confusão taxonômica, acabou sendo estabilizada como o nome aceito em uma revisão de 1932 por Ellis Troughton. Ao revisar o arranjo sistemático do gênero, Troughton reconheceu três nomes de espécies, incluindo uma população altamente variável com seis subespécies.
O nome atual da família Thylacomyidae é derivado de um sinônimo inválido Thylacomys, que significa "rato com bolsa", do grego antigo thýlakos (θύλακος, "bolsa, saco") e mys (μῦς, "rato, músculo"), às vezes escrito erroneamente como Thalacomys.
O termo bilby é um empréstimo do idioma aborígine Yuwaalaraay do norte de Nova Gales do Sul, que significa rato de nariz comprido. É conhecido como dalgite na Austrália Ocidental e, na Austrália Meridional, às vezes é usado o termo pinkie. Os Wiradjuri de Nova Gales do Sul também o chamam de "bilby". Gerard Krefft registrou o nome Jacko usado pelos povos do baixo Darling em 1864, alterado para Jecko em 1866, juntamente com Wuirrapur dos povos do baixo rio Murray.